# Método Bates

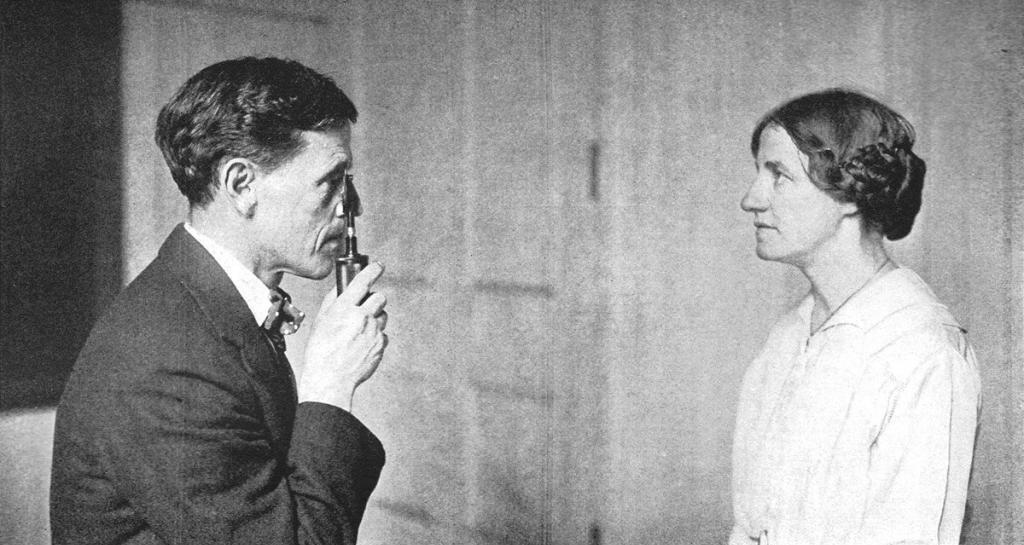
William Bates e sua assistente

O Método Bates é uma terapia alternativa ineficaz destinada a melhorar a visão. O oftalmologista William Horatio Bates (1860–1931) atribuiu quase todos os problemas de visão à "tensão" habitual dos olhos e, portanto, sentiu que aliviar essa "tensão" poderia curar os problemas.
A principal proposição fisiológica de Bates - que o globo ocular muda de forma para manter o foco - tem sido consistentemente contestada pela observação. Em 1952, o professor de optometria Elwin Marg escreveu sobre Bates: "A maioria de suas afirmações e quase todas as suas teorias foram consideradas falsas por praticamente todos os cientistas visuais."
Nenhum tipo de treinamento demonstrou alterar o poder refrativo do olho. Além disso, certos aspectos do método Bates podem colocar seus seguidores em risco: eles podem causar danos aos olhos devido à exposição excessiva à luz solar, não usar suas lentes corretivas ao dirigir ou negligenciar os cuidados convencionais com os olhos, possivelmente permitindo o desenvolvimento de condições graves.